# Alfonso Vélez (músico)
Alfonso Vélez Iturrino (Añasco, Puerto Rico; 30 de septiembre de 1939) es un cantante, compositor y músico puertorriqueño conocido artísticamente como Alfonso Vélez. Ha tocado principalmente música folclórica tradicional puertorriqueña, canciones dedicadas al jíbaro de Puerto Rico.

## Trayectoria artística
También conocido como "El jíbaro de Añasco" y "El Fua" inició su trayectoria musical en 1961 junto a Yomo Toro con el tema "La ingrata que se fue", pero su primer éxito radiofónico fue "Mi humilde carta" un año después. En 1973 había grabado seis discos, dos de los cuales dedicados a la trova campesina, y esa Navidad grabó el tema "La luz", canción de la tradición puertorriqueña con letra humorística, la expresión "fua" que contiene el estribillo de la canción se hizo popular; el tema "La luz" fue versionado por decenas de artistas, tales como El Gran Combo de Puerto Rico, Odilio González o Marco Antonio Muñiz.
Posteriormente, en los año 70 "El Fua" siguió cantando en grabaciones para la discográfica Velvet, con la música jíbara encasillada en música navideña. Vélez cuenta con unas cincuenta producciones en su discografía. En 2019 recibió la distinción de la Cámara de Representantes de Puerto Rico en reconocimiento a su contribución cultural con la música de la isla.